# Sabri Munasirijja
Sabri Munasirijja (arab.  صبري مناصرية; fr. Sabri Mnasriya; ur. 2 marca 1989) – tunezyjski zapaśnik walczący w stylu wolnym. Zajął dziewiąte miejsce na igrzyskach afrykańskich w 2023. Mistrz Afryki w 2019; piąty w 2020, 2022 i 2023. Brązowy medalista mistrzostw arabskich w 2023 roku.